# Reno (Alberta)
Pour les articles homonymes, voir Reno.
Reno est un hameau (hamlet) du comté de Northern Sunrise, situé dans la province canadienne d'Alberta.

## Démographie
En tant que localité désignée dans le recensement de 2011, Reno a une population de cinq habitants dans quatre de ses six logements, soit une variation de -66.7% par rapport à la population de 2006. Avec une superficie de 0,291 7 km2, le hameau possède une densité de population de 17,140 9 hab/km2 en 2011.
Concernant le recensement de 2006, Reno abritait 15 habitants dans 9 de ses 9 logements. Avec une superficie de 0,291 7 km2, le hameau possédait une densité de population de 51,4 hab/km2 en 2006.